# Sciurus niger
La ardilla zorro oriental (Sciurus niger) es una especie de roedor esciuromorfo de la familia Sciuridae. 
Esta ardilla tiene una larga cola que sacude cuando está alterada . Se alimenta principalmente de bellotas, que son ricas en taninos, los cuales mantienen a las ardillas libres de gusanos parásitos: ascárides y taenias.
Esta ardilla se parece a la ardilla gris (Sciurus carolinensis) pero es de mayor tamaño. La ardilla zorro prefiere hábitats más abiertos, mientras que la ardilla gris prefiere áreas cubiertas de árboles. La ardilla zorro acumula en sus huesos y en sus dientes porfirina, la cual produce un color rosa y rojo brillante en los huesos y los dientes cuando éstos se observan bajo la luz ultravioleta.
Se encuentra distribuida por toda la parte oriental de Norteamérica.

## Subespecies
Se han descrito las siguientes subespecies:
- Sciurus niger niger
- Sciurus niger avicinnia
- Sciurus niger bachmani
- Sciurus niger cinereus
- Sciurus niger limitis
- Sciurus niger ludovicianus
- Sciurus niger rufiventer
- Sciurus niger shermani
- Sciurus niger subauratus
- Sciurus niger vulpinus